# Plestiodon chinensis
Plestiodon chinensis (китайський синьохостий сцинк) — вид сцинкоподібних ящірок родини сцинкових (Scincidae). Мешкає в Китаї, В'єтнамі і на Тайвані.

## Підвиди
Виділяють чотири підвиди:
- Plestiodon chinensis chinensis (Gray, 1838) — Китай, В'єтнам;
- Plestiodon chinensis daishanensis (Mao, 1983) — острови Чжоушань;
- Plestiodon chinensis formosensis Van Denburgh, 1912 — Тайвань;
- Plestiodon chinensis pulcher Duméril & Bibron, 1839 — Китай.

## Поширення і екологія
Китайські синьохвості сцинки мешкають на півдні Китаю, на півночі В'єтнаму, а також на Хайнані і Тайвані. Вони живуть на луках, узліссях і галявинах, на сільськогосподарських угіддях і в чагарниках, на висоті від 10 до 1030 м над рівнем моря. Відкладають яйця. в кладці 6-9 яєць.